# 大晦日

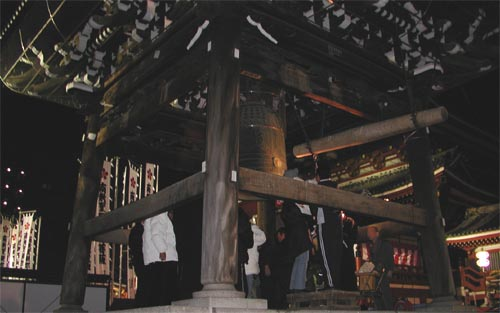
除夜の鐘

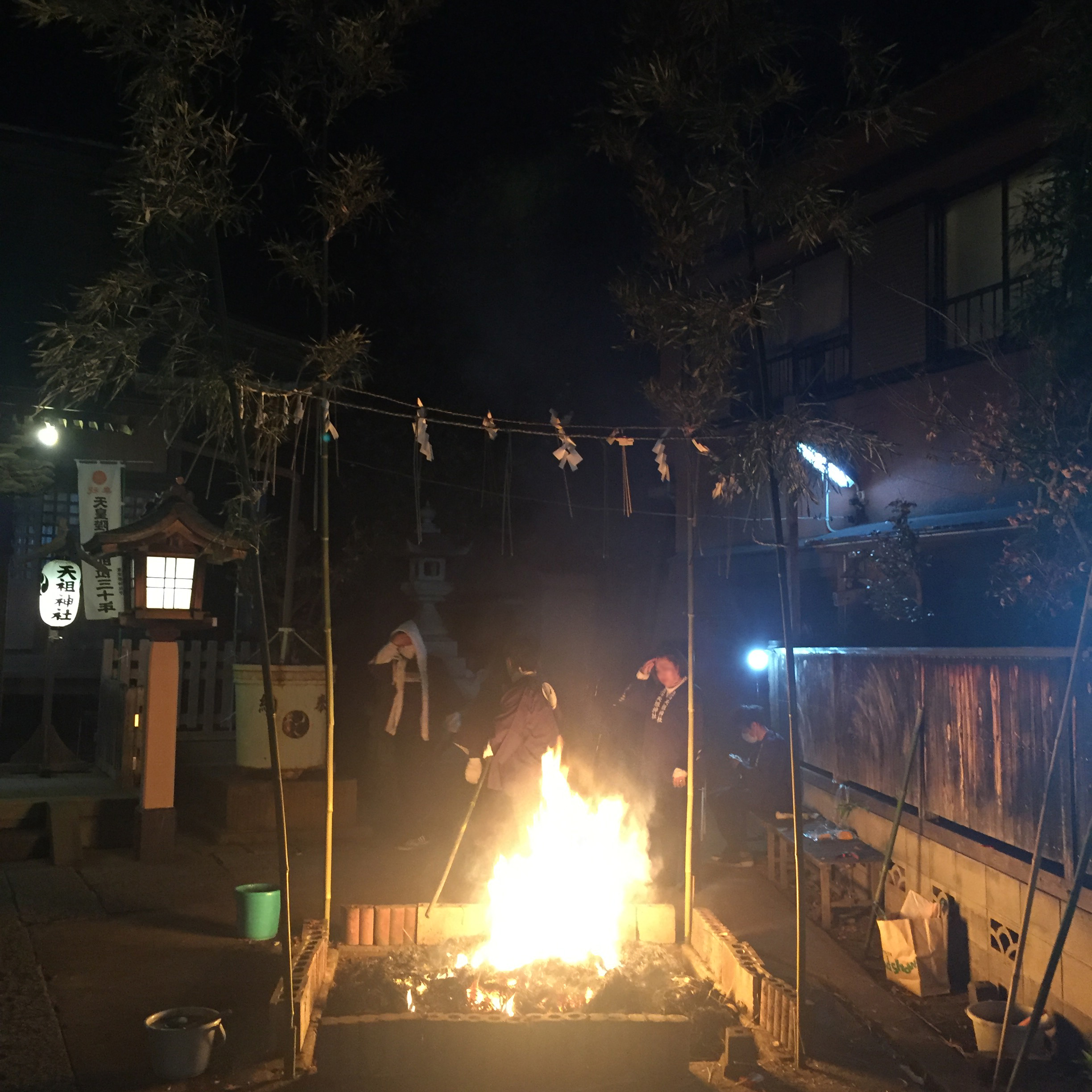
御焚上

大晦日（おおみそか）は、1年の最後の日。天保暦（旧暦）など日本の太陰太陽暦では12月30日、または12月29日である。現在のグレゴリオ暦（新暦）では12月31日。翌日は新年（1月1日、元日）である。大晦（おおつごもり）ともいう。日本では、年神を迎えることにちなむ行事が行われる。

## 由来

### 名称
旧暦では毎月の最終日を晦日（みそか）といった。晦日のうち、年内で最後の晦日、つまり12月（旧暦12月、または閏12月）の晦日を大晦日といった。元々“みそ”は“三十”であり、“みそか”は30日の意味であった。ただし、月の大小が年によって変動するので、実際には29日のこともあった。後の新暦の12月31日を指すようになった。
大晦日を大つごもりともいった。「つごもり」は、晦日の別名であり、「月隠り（つきごもり）」が転じたものである。

### 文化
日本における大晦日という慣習は、日本文化に古くからある「歳神様」（としがみさま）、または「歳徳様」（としとくさま）への信仰に基づく儀礼から生じており、これらは歳徳神などとも呼ばれるその年一年間を司る神様である。年の初めから来られるため、「正月様」（しょうがつさま）とも呼ばれ、各年によって来られる方向が異なり、その方角は「恵方」と呼ばれる。この神様は神社のような宗教施設ではなく各家々に訪れると昔から信じられていたため、神様をお迎えし食事を共にしたりするために大晦日から「年籠り」（としごもり）をして（元旦に恵方にある近所の神社へ参拝する恵方詣りをすることもあるが）元旦も家で過ごすことが一般的であった。後に歳神様が家に来られるという観念がほとんど無くなり、一般庶民が正月三が日などに神様に願いを伝えるためにこちらから神社へ参賀する「初詣」を行うようになっているが、そのきっかけは、明治20年代（1887年（明治20年） - 1896年（明治29年））に官公庁から始まった元旦に御真影を拝む「新年拝賀式」と、1891年（明治24年）の「小学校祝日大祭日儀式規定」により元旦に小学校へ登校する「元旦節」などを経て、関西の鉄道会社が正月三が日に（恵方とは無関係な方角の）神社へ初詣を行うというレジャー的な要素を含んだ行事を沿線住民に宣伝しこれが全国にまで広まったことで、年籠りという習慣は次第に失われたとされる。
日本の平安時代に行われていた大晦日の宮廷儀礼の1つに「鬼やらい」とも呼ばれる「追儺」（ついな）がある。年の変わり目という最大の節分において、「鬼」で表現される良くない何かを追い払うために方相氏（ほうそうし）と呼ばれる恐ろしい扮装・いでたちの導士によって執り行われる古い行事であるが、これが後の節分行事に変化したとされる。恐ろしい姿の演者としては、日本の郷土文化として大晦日や旧正月などに「なまはげ」などが行われている。

## 大晦日の行事
大晦日には、様々な年越しの行事が行われる。年越しの夜のことを除夜（じょや）とも言う。かつては、除夜は年神を迎えるために一晩中起きている習わしがあり、この夜に早く寝ると白髪になる、皺が寄るとかいった俗信があった。また、大晦日の伝統的な風習には以下のようなものがある。
- NHK紅白歌合戦
- 年越し蕎麦（地方によっては他の食事）
- 除夜の鐘（108つの煩悩を祓う）
- 二年参り（初詣）
- 雑煮（古くは、大晦日の夜から一日が始まるため既に新年であり、正月の食事をとる家庭もある）
- お年取り（長野県などで行われるごちそうなどを食べる行事）[4]
- 晦日祓い（「みそかっぱらい」とも。主に関東で行われている。大掃除の済んだ大晦日の深夜、家中の部屋を小さな幣束で払ってまわり、最後に使用した幣束を鬼門の方角の土や、辻に刺して立てておく。晦日払い）

神社仏閣や各地方では伝統的な行事が行われ、その他にも年越しを祝うイベントが行われる。また、そういった行事やイベント、初日の出など元旦のイベントの為に移動する人が多いため、鉄道などの交通機関が日常は営業時間外となっている深夜に営業する事もある。

## 大晦日を題材とした作品

### 古典落語
- 掛取萬歳
- 芝浜

### 小説
- 大つごもり - 樋口一葉
- 一杯のかけそば - 栗良平

### 昔話
- 笠地蔵

### 映画
- THE 有頂天ホテル

### 音楽
- おおつごもり（大晦日） - 石川さゆり
- 大晦日の歌 - レミオロメン
- 大晦日の宇宙船 - スガシカオ
- 大晦日（おおつごもり） - さだまさし
- 12月31日 - NMB48